# Németh István (labdarúgó, 1942)
Németh István (Szabadka, 1942. április 8. – Wellington, 2015. november 4.) új-zélandi válogatott labdarúgó.

## Mérkőzései az új-zélandi válogatottban
| #  | Dátum              | Ellenfél             | Eredmény | Kiírás              | Esemény |
| -- | ------------------ | -------------------- | -------- | ------------------- | ------- |
| 1. | 1967. november 5.  | Ausztrália           | 3 – 5    | barátságos mérkőzés | Gól     |
| 2. | 1967. november 8.  | Szingapúr            | 3 – 1    | barátságos mérkőzés |         |
| 3. | 1967. november 10. | Vietnami Köztársaság | 1 – 5    | barátságos mérkőzés |         |
| 4. | 1967. november 16. | Malajzia             | 8 – 2    | barátságos mérkőzés | Gól     |